# Munidopsis lignaria
Munidopsis lignaria is een tienpotigensoort uit de familie van de Munidopsidae. De wetenschappelijke naam van de soort is voor het eerst geldig gepubliceerd in 1989 door Williams & Baba.